# María Luisa Carvajal Dávalos
María Luisa Carvajal Dávalos (Madrid, 1853-1947) fue una noble y filántropa española, duquesa de San Carlos. Desempeñó importantes roles en la corte española y recibió numerosas condecoraciones por su servicio y dedicación a la beneficencia.

## Biografía
Nació en el seno de una familia noble. Era hija de María Andrea Dávalos Portillo, condesa viuda de Villagonzalo y Luis Joaquín de Carvajal Queralt, III conde de la Unión. Contrajo matrimonio con Álvaro de Silva Bazán Fernández de Córdoba, XII marqués de Santa Cruz. De este matrimonio nacieron cuatro hijos:
1. María de la Encarnación (1874-1962), condesa del Puerto, casada con Andrés de Urzáiz y Salazar.
2. Mariano, que continuó la genealogía en la casa de Santa Cruz.
3. Luis María (1876-1935), I duque de Miranda y V conde de la Unión, casado con María de la Concepción Azlor de Aragón Hurtado de Zaldívar, condesa de Sinarcas.
4. Isabel (1880-1980), condesa de Castillejo, casada con Klemens de Metternich-Winneburg.

Carvajal fue camarera mayor de palacio y aya de la Princesa de Asturias y la infanta María Teresa. Además, sirvió como dama de las reinas María Cristina y Victoria Eugenia y fue nombrada dama de María Luisa en 1879.

### Títulos Nobiliarios
Ostentó varios títulos nobiliarios a lo largo de su vida. En 1897, sucedió a su tío José Miguel Fernando de Carvajal Vargas Queralt como condesa de Castillejo, título que luego pasó a su hija Isabel. En el mismo año, rehabilitó el título de condesa del Puerto, que cedió a su hija María de la Encarnación en 1898. El título de duque de San Carlos pasó directamente a su nieta, Casilda de Silva Fernández de Henestrosa. Además, el título de conde de la Unión fue heredado por su hijo Luis María.

## Reconocimientos
María Luisa de Carvajal y Dávalos fue reconocida por su filantropía y numerosos actos de caridad. En 1925, recibió la medalla de plata por su contribución en la creación del Hospital de la Cruz Roja de Barcelona. Además, fue galardonada con la Gran Cruz de Beneficencia con distintivo blanco por sus constantes actos de caridad y altruismo en beneficio de los necesitados.